# Andrea Parenti
Andrea Parenti   () és un arquer italià, ja retirat, guanyador d'una medalles olímpiques.
Durant la seva carrera esportiva va prendre part en tres edicions dels Jocs Olímpics d'Estiu, el 1988, 1992 i 1996. Els millors resultats els va obtenir als Jocs d'Atlanta, on va guanyar la medalla de bronze en la competició per equips, junt a Michele Frangilli i Matteo Bisiani, mentre en la competició individual fou dissetè.
En el seu palmarès també destaquen una medalla de plata en el Campionat del Món de 1995, una medalla de plata en el Campionat d'Europa de 1990, i dues medalles de plata en els Jocs del Mediterrani de 1993.